# William Edwards Deming
William Edwards Deming (ur. 14 października 1900 w Sioux City, zm. 20 grudnia 1993 w Waszyngtonie) – amerykański statystyk. 

## Życiorys
Urodził się w Sioux City w stanie Iowa, w którym to stanie także się wychował. Studiował na Uniwersytecie Wyoming, Uniwersytecie Kolorado w Boulder i Uniwersytecie Yale. W 1928 obronił doktorat z zakresu matematyki i fizyki matematycznej.
Kilka lat pracował w Bell Laboratories z Walterem A. Shewhartem. W czasie II wojny światowej pracował w przedsiębiorstwach z gałęzi przemysłu zbrojeniowego, gdzie wdrożył statystyczne sterowanie procesami (zaraz po wojnie w wyniku boomu popytowego zaprzestano ich stosowania). Po zakończeniu wojny, w 1947, wyjechał do Japonii, gdzie miał pomagać władzom okupacyjnym generała MacArthura przy organizacji spisu ludności. Był pierwszym amerykańskim specjalistą, który w sposób metodyczny przekazywał japońskim inżynierom i menedżerom wiedzę na temat statystycznego sterowania procesem.
Od początku lat 50. prowadził wykłady dla japońskich inżynierów, poświęcone statystycznemu sterowaniu procesami oraz statystycznemu sterowaniu jakością.
Po powrocie do Stanów Zjednoczonych prowadził firmę konsultingową, jednak jego dokonania nie były szerzej znane. Dopiero w 1980, po wywiadzie dla NBC poświęconym sukcesowi gospodarczemu Japończyków, stał się wielkim odkryciem menedżerów amerykańskich.

## Osiągnięcia
- czternaście zasad Deminga – zasady wprowadzania nowej filozofii jakości do organizacji
- cykl Deminga – schemat ciągłego doskonalenia
- Nagroda im. Deminga – nagroda za najwyższą jakość ustanowiona przez Japończyków w 1951 roku dla uhonorowania Deminga[2].